# Cauquenes (kommun)
Cauquenes är en kommun i Chile.   Den ligger i provinsen Provincia de Cauquenes och regionen Región del Maule, i den södra delen av landet, 300 km sydväst om huvudstaden Santiago de Chile.
Trakten runt Cauquenes består i huvudsak av gräsmarker. Runt Cauquenes är det ganska glesbefolkat, med 22 invånare per kvadratkilometer.